# Nanxun Jiao
Nanxun Jiao (chinesisch 南薰礁, Pinyin Nánxūn Jiāo, Tagalog Burgos), zusammen mit Xiao Nanxun Jiao (chinesisch 小南薰礁, Pinyin Xiǎo Nánxūn Jiāo), auch Gaven Reefs (Gaven Reef North und Gaven Reef South) oder vietnamesisch Đá Ga Ven und Đá Lạc genannt, sind zwei Korallenriffe in der Tizard-Bank (Zhenghe Qunjiao, chinesisch 郑和群礁) der Nansha-Inseln im Südchinesischen Meer.

## Geografie
Die Riffe markieren das südwestliche Ende des Atolls Tizard-Bank.
Das größere nördliche Riff mit seinem etwa rautenförmigen Grundriss weist eine Fläche von 86 Hektar auf und ragt in einigen Teilen 1,2 Meter über den Wasserspiegel. Ein großer Felsblock ist 1,9 Meter hoch. Dieses Riff weist auch eine zwei Meter hohe Sanddüne auf, die Gaven Island genannt wird. Das kleinere südliche Riff, das umgangssprachlich auch Xinan Jiao (chinesisch 西南礁) genannt wird, weist eine Fläche von 67 Hektar auf und erreicht an einigen Stellen eine Höhe von einem Meter.

## Geschichte
Die Riffe werden von der Volksrepublik China kontrolliert und als Teil der Stadt Sansha der Provinz Hainan verwaltet. Die Philippinen, Vietnam und die Republik China erheben im Rahmen der Territorialkonflikte im Südchinesischen Meer Anspruch auf die Riffe.
Auf der Insel hat die VR China seit 2008 gebaut: Kai-Anlagen sowie Pfahlbauten der chinesischen Marine, die ständig besetzt und mit Luftabwehrgeschützen und Artillerie bewaffnet sind. Darüber hinaus gibt es umfangreiche Suchradar- und Funkanlagen. Im März 2014 begannen umfangreiche Landgewinnungsmaßnahmen. Inzwischen ist eine Insel mit einer Fläche von etwa 0,18 km² aufgeschüttet worden.
Im März 2011 hat China Mobile Nanxun Jiao und das sie umgebende Seegebiet an das chinesische Handy-Netz angeschlossen.

## Der Nanxun-Jiao-Zwischenfall
Der Nanxun-Jiao-Zwischenfall hat sich unmittelbar vor dem 7. November 1990 ereignet. An diesem Tag verlor das Nansha-Oberkommando der chinesischen Volksmarine den Funkkontakt mit den auf Nanxun-Jiao stationierten Marinesoldaten. Die Besatzung eines Patrouillenboots, das die Insel kurz danach erreichte, fand von den elf damals auf Nanxun Jiao stationierten Soldaten fünf erschossen vor und musste feststellen, dass von den anderen sechs jede Spur fehlte. Des Weiteren wurden chinesische Schusswaffen sichergestellt. Der Fall ist bis heute nicht aufgeklärt. In den Medien wurde vermutet, dass es sich entweder um die Provokation einer Sondereinheit der vietnamesischen Marine oder um eine interne Streitigkeit gehandelt habe, die eskaliert sei. Den gefallenen Marinesoldaten, die vor Ort seebestattet wurden, wird heute als „Märtyrer“ der Volksmarine gedacht.